# Gran Premio de España de Motociclismo de 2002
El Gran Premio de España de motociclismo de 2002 fue la tercera prueba del Campeonato del Mundo de Motociclismo de 2002. Tuvo lugar en el fin de semana del 3 al 5 de mayo de 2002 en el Circuito Permanente de Jerez, situado en la ciudad andaluza de Jerez de la Frontera, España. La carrera de MotoGP fue ganada por Valentino Rossi, seguido de Daijiro Kato y Tohru Ukawa. Fonsi Nieto ganó la prueba de 250cc, por delante de Roberto Rolfo y Emilio Alzamora. La carrera de 125cc fue ganada por Lucio Cecchinello, Arnaud Vincent fue segundo y Steve Jenkner tercero.

## Resultados

### Resultados MotoGP
| Pos     | N.º | Piloto              | Constructor | Vueltas | Tiempo/Retirado | Parrilla | Puntos |
| ------- | --- | ------------------- | ----------- | ------- | --------------- | -------- | ------ |
| 1       | 46  | Valentino Rossi     | Honda       | 27      | 46:51.843       | 1        | 25     |
| 2       | 74  | Daijiro Kato        | Honda       | 27      | +1.190          | 4        | 20     |
| 3       | 11  | Tohru Ukawa         | Honda       | 27      | +2.445          | 6        | 16     |
| 4       | 65  | Loris Capirossi     | Honda       | 27      | +2.830          | 3        | 13     |
| 5       | 4   | Alex Barros         | Honda       | 27      | +4.117          | 2        | 11     |
| 6       | 6   | Norifumi Abe        | Yamaha      | 27      | +18.517         | 10       | 10     |
| 7       | 9   | Nobuatsu Aoki       | Proton KR   | 27      | +31.785         | 15       | 9      |
| 8       | 10  | Kenny Roberts, Jr.  | Suzuki      | 27      | +33.876         | 9        | 8      |
| 9       | 15  | Sete Gibernau       | Suzuki      | 27      | +38.762         | 13       | 7      |
| 10      | 31  | Tetsuya Harada      | Honda       | 27      | +39.975         | 11       | 6      |
| 11      | 19  | Olivier Jacque      | Yamaha      | 27      | +47.496         | 8        | 5      |
| 12      | 17  | Jurgen vd Goorbergh | Honda       | 27      | +47.930         | 17       | 4      |
| 13      | 21  | John Hopkins        | Yamaha      | 27      | +50.249         | 16       | 3      |
| 14      | 55  | Régis Laconi        | Aprilia     | 27      | +50.729         | 19       | 2      |
| 15      | 8   | Garry McCoy         | Yamaha      | 27      | +53.293         | 18       | 1      |
| 16      | 99  | Jeremy McWilliams   | Proton KR   | 27      | +54.171         | 12       |        |
| 17      | 56  | Shinya Nakano       | Yamaha      | 27      | +1:24.014       | 14       |        |
| Ret     | 7   | Carlos Checa        | Yamaha      | 26      | Retirado        | 5        |        |
| Ret     | 20  | Pere Riba           | Yamaha      | 2       | Retirado        | 20       |        |
| DSQ     | 3   | Max Biaggi          | Yamaha      |         | Descalificado   | 7        |        |
| 1. 2.   |     |                     |             |         |                 |          |        |
| Fuente: |     |                     |             |         |                 |          |        |

### Resultados 250cc
| Pos     | N.º | Piloto            | Constructor | Vueltas | Tiempo/Retirado | Parrilla | Puntos |
| ------- | --- | ----------------- | ----------- | ------- | --------------- | -------- | ------ |
| 1       | 10  | Fonsi Nieto       | Aprilia     | 26      | 46:03.241       | 2        | 25     |
| 2       | 4   | Roberto Rolfo     | Honda       | 26      | +1.987          | 5        | 20     |
| 3       | 7   | Emilio Alzamora   | Honda       | 26      | +5.355          | 9        | 16     |
| 4       | 21  | Franco Battaini   | Aprilia     | 26      | +11.484         | 1        | 13     |
| 5       | 15  | Roberto Locatelli | Aprilia     | 26      | +11.982         | 12       | 11     |
| 6       | 27  | Casey Stoner      | Aprilia     | 26      | +16.476         | 7        | 10     |
| 7       | 9   | Sebastián Porto   | Yamaha      | 26      | +23.987         | 4        | 9      |
| 8       | 6   | Alex Debón        | Aprilia     | 26      | +33.173         | 8        | 8      |
| 9       | 8   | Naoki Matsudo     | Yamaha      | 26      | +33.473         | 11       | 7      |
| 10      | 24  | Toni Elías        | Aprilia     | 26      | +44.011         | 10       | 6      |
| 11      | 32  | Héctor Faubel     | Aprilia     | 26      | +47.047         | 17       | 5      |
| 12      | 11  | Haruchika Aoki    | Honda       | 26      | +48.583         | 15       | 4      |
| 13      | 18  | Shahrol Yuzy      | Yamaha      | 26      | +1:01.097       | 18       | 3      |
| 14      | 34  | Eric Bataille     | Honda       | 26      | +1:01.120       | 21       | 2      |
| 15      | 76  | Taro Sekiguchi    | Yamaha      | 26      | +1:01.429       | 16       | 1      |
| 16      | 22  | Raúl Jara         | Aprilia     | 26      | +1:01.659       | 13       |        |
| 17      | 12  | Jason Vincent     | Honda       | 26      | +1:06.893       | 19       |        |
| 18      | 25  | Vincent Philippe  | Aprilia     | 26      | +1:09.713       | 23       |        |
| 19      | 19  | Leon Haslam       | Honda       | 26      | +1:15.733       | 24       |        |
| 20      | 41  | Jarno Janssen     | Honda       | 25      | +1 Vuelta       | 20       |        |
| Ret     | 3   | Marco Melandri    | Aprilia     | 25      | Retirado        | 3        |        |
| Ret     | 17  | Randy de Puniet   | Aprilia     | 15      | Caída           | 6        |        |
| Ret     | 42  | David Checa       | Aprilia     | 4       | Caída           | 14       |        |
| Ret     | 51  | Hugo Marchand     | Aprilia     | 3       | Caída           | 22       |        |
| Ret     | 28  | Dirk Heidolf      | Aprilia     | 0       | Retirado        | 25       |        |
| DNQ     | 39  | Luis Castro       | Yamaha      |         |                 |          |        |
|         |     |                   |             |         |                 |          |        |
| Fuente: |     |                   |             |         |                 |          |        |

### Resultados 125cc
| Pos     | N.º | Piloto                   | Constructor | Vueltas | Tiempo/Retirado | Parrilla | Puntos |
| ------- | --- | ------------------------ | ----------- | ------- | --------------- | -------- | ------ |
| 1       | 4   | Lucio Cecchinello        | Aprilia     | 23      | 42:08.107       | 6        | 25     |
| 2       | 21  | Arnaud Vincent           | Aprilia     | 23      | +2.274          | 2        | 20     |
| 3       | 17  | Steve Jenkner            | Aprilia     | 23      | +2.773          | 5        | 16     |
| 4       | 26  | Dani Pedrosa             | Honda       | 23      | +8.618          | 13       | 13     |
| 5       | 36  | Mika Kallio              | Honda       | 23      | +13.089         | 17       | 11     |
| 6       | 41  | Youichi Ui               | Derbi       | 23      | +13.624         | 10       | 10     |
| 7       | 16  | Simone Sanna             | Aprilia     | 23      | +15.181         | 8        | 9      |
| 8       | 5   | Masao Azuma              | Honda       | 23      | +19.116         | 19       | 8      |
| 9       | 25  | Joan Olivé               | Honda       | 23      | +19.185         | 11       | 7      |
| 10      | 23  | Gino Borsoi              | Aprilia     | 23      | +24.193         | 7        | 6      |
| 11      | 11  | Max Sabbatani            | Aprilia     | 23      | +34.510         | 22       | 5      |
| 12      | 80  | Héctor Barberá           | Aprilia     | 23      | +34.563         | 16       | 4      |
| 13      | 18  | Jakub Smrž               | Honda       | 23      | +37.315         | 20       | 3      |
| 14      | 6   | Mirko Giansanti          | Honda       | 23      | +37.950         | 15       | 2      |
| 15      | 50  | Andrea Ballerini         | Honda       | 23      | +39.897         | 29       | 1      |
| 16      | 7   | Stefano Perugini         | Italjet     | 23      | +57.693         | 12       |        |
| 17      | 9   | Noboru Ueda              | Honda       | 23      | +1:03.935       | 23       |        |
| 18      | 84  | Michel Fabrizio          | Gilera      | 23      | +1:03.959       | 31       |        |
| 19      | 33  | Stefano Bianco           | Aprilia     | 23      | +1:03.971       | 18       |        |
| 20      | 8   | Gábor Talmácsi           | Italjet     | 23      | +1:05.248       | 21       |        |
| 21      | 19  | Alex Baldolini           | Aprilia     | 23      | +1:05.515       | 30       |        |
| 22      | 48  | Jorge Lorenzo            | Derbi       | 23      | +1:11.361       | 32       |        |
| 23      | 31  | Mattia Angeloni          | Gilera      | 23      | +1:13.117       | 34       |        |
| 24      | 57  | Chaz Davies              | Aprilia     | 23      | +1:17.907       | 27       |        |
| 25      | 51  | Álvaro Bautista          | Aprilia     | 23      | +1:20.614       | 26       |        |
| 26      | 10  | Jarno Müller             | Honda       | 23      | +1:23.174       | 24       |        |
| 27      | 20  | Imre Tóth                | Honda       | 23      | +1:50.192       | 35       |        |
| Ret     | 12  | Klaus Nöhles             | Honda       | 22      | Retirado        | 33       |        |
| Ret     | 15  | Alex de Angelis          | Aprilia     | 21      | Caída           | 4        |        |
| Ret     | 34  | Andrea Dovizioso         | Honda       | 21      | Retirado        | 9        |        |
| Ret     | 52  | Julián Simón             | Honda       | 14      | Caída           | 28       |        |
| Ret     | 22  | Pablo Nieto              | Aprilia     | 8       | Caída           | 1        |        |
| Ret     | 39  | Jaroslav Huleš           | Aprilia     | 7       | Retirado        | 25       |        |
| Ret     | 47  | Ángel Rodríguez Campillo | Aprilia     | 6       | Caída           | 14       |        |
| DSQ     | 1   | Manuel Poggiali          | Gilera      |         | Descalificado   | 3        |        |
| DNS     | 71  | Rubén Catalán            | Aprilia     |         |                 | 36       |        |
| 1.      |     |                          |             |         |                 |          |        |
| Fuente: |     |                          |             |         |                 |          |        |